# JC証券
JC証券株式会社は、東京都港区新橋に本社を置いていた企業。JCサービスの子会社。

## 概要
日本証券業協会グリーンシート制度の主幹事業務、投資を含むベンチャー企業支援全般を主要業務として行っていた投資銀行型証券会社。主幹事第一号で著名なスターを数多く輩出した沖縄アクターズスクールを出したことで注目を浴びた。
経営陣交代に伴い、2016年11月7日付でキャタリスト証券株式会社からNVF証券株式会社に商号変更し、さらに2017年5月12日付でNVF証券株式会社からJC証券株式会社に商号変更した。
2018年7月24日に証券会社としての登録が取消処分となり、以降は親会社であるJCサービスのサポート業務を行っていたが、JCサービスが2021年3月24日に民事再生法を申請し、同年5月27日に民事再生手続開始決定並びに管理命令を受けた。JC証券も連鎖する形で2021年8月26日に東京地方裁判所へ破産を申請。同年9月1日に破産手続開始決定を受けた。JC証券の破産管財人にはJCサービスの管財人が選任された。負債総額は約1900万円。

## 不祥事
2018年6月、細野豪志元環境相が昨年10月の衆院選の期間中に、JC証券から5千万円を受け取っていたことがわかった。財務省OBの元国会議員3人が役員をつとめていたことまで本報道で判明した。金融庁は上記の報道を元に調査をした結果、不適切と判断。2018年7月24日、証券会社としての登録を取り消した。同時に、日本証券業協会における会員権の一部が制限された。同年8月31日付で日本証券業協会から脱退した。
細野が受け取った5千万円はグループ企業であるグリーンインフラレンディングが、ソーシャルレンディングの最大手「ｍａｎｅｏマーケット」と提携し、虚偽の説明により投資家から募集した資金が含まれていることが判明した。
2018年7月11日、JC証券の親会社であるJCサービスに環境省から補助金の全額返還命令が出された。

## 注文受注可能銘柄
- 店頭有価証券（青空銘柄）※投資勧誘は行わず、注文受注のみ行う。
  - サンマエデュケーション(2197)
  - メディアサポート(9026)

## グリーンシート主幹事実績
- 2008年（平成20年）10月8日指定 沖縄アクターズスクール(2184) - 2010年（平成22年）1月1日 - 事業戦略上プライベートカンパニーを選択したため指定取消。
- 2008年（平成20年）12月9日指定 コーラルカーム(2187) - 2009年（平成21年）9月1日 - 事業戦略上プライベートカンパニーを選択したため指定取消。
- 2009年（平成21年）8月6日指定 グッドコム(3155) - 2012年（平成24年）2月4日 - 日本証券業協会によリグリーンシート銘柄指定取消。
- 2009年（平成21年）9月25日指定 ホライズンワークス(3637) - 2010年（平成22年）10月1日 - 事業戦略上プライベートカンパニーを選択したため指定取消。
- 2009年（平成21年）11月4日指定 メディアサポート(9026)
- 2010年（平成22年）1月6日指定 ラグネットジャパン(3158) - 2011年（平成23年）7月1日 - 事業戦略上プライベートカンパニーを選択したため指定取消。
- 2010年（平成22年）5月6日指定 サンマエデュケーション(2197) - 2012年（平成24年）2月4日 - 日本証券業協会によリグリーンシート銘柄指定取消、店頭有価証券。
- 2010年（平成22年）9月15日指定 日本ティーエムアイ(2199) - 2011年（平成23年）9月1日 - 日本証券業協会によリグリーンシート銘柄指定取消。
- 2011年（平成23年）4月5日指定 トライアンフコーポレーション(3651) - 2015年（平成27年）9月18日 - 株券不発行が決議されたため。後、東京証券取引所TOKYO PRO Market上場。